# Abadia de Holyrood
A Abadia de Holyrood, é uma abadia construída por David I da Escócia (1080-1153) em 1128 e da qual hoje restam ruínas. Ela teve papel no cotidiano dos reis escoceses, que preferiam alojar-se na abadia do que no frio Castelo de Edimburgo. Suas ruínas podem ser vistas do lado norte do Palácio de Holyroodhouse, no final do que se chama a milha real ou Royal Mile em Edimburgo.
É dito que foi um presente para os cônegos regulares de Santo Agostinho, os chamados frades brancos, talvez vindos de St. Andrews, em agradecimento por ter escapado milagrosamente dos cornos de um javali ao caçar perto de Edimburgo no dia da Santa Cruz.
Rood é uma palavra antiga para um certo tipo de cruz cristã. Ela se refere à cruz no qual Jesus Cristo foi crucificado, portanto o nome Holyrood é um equivalente antigo para cruz sagrada.

## História

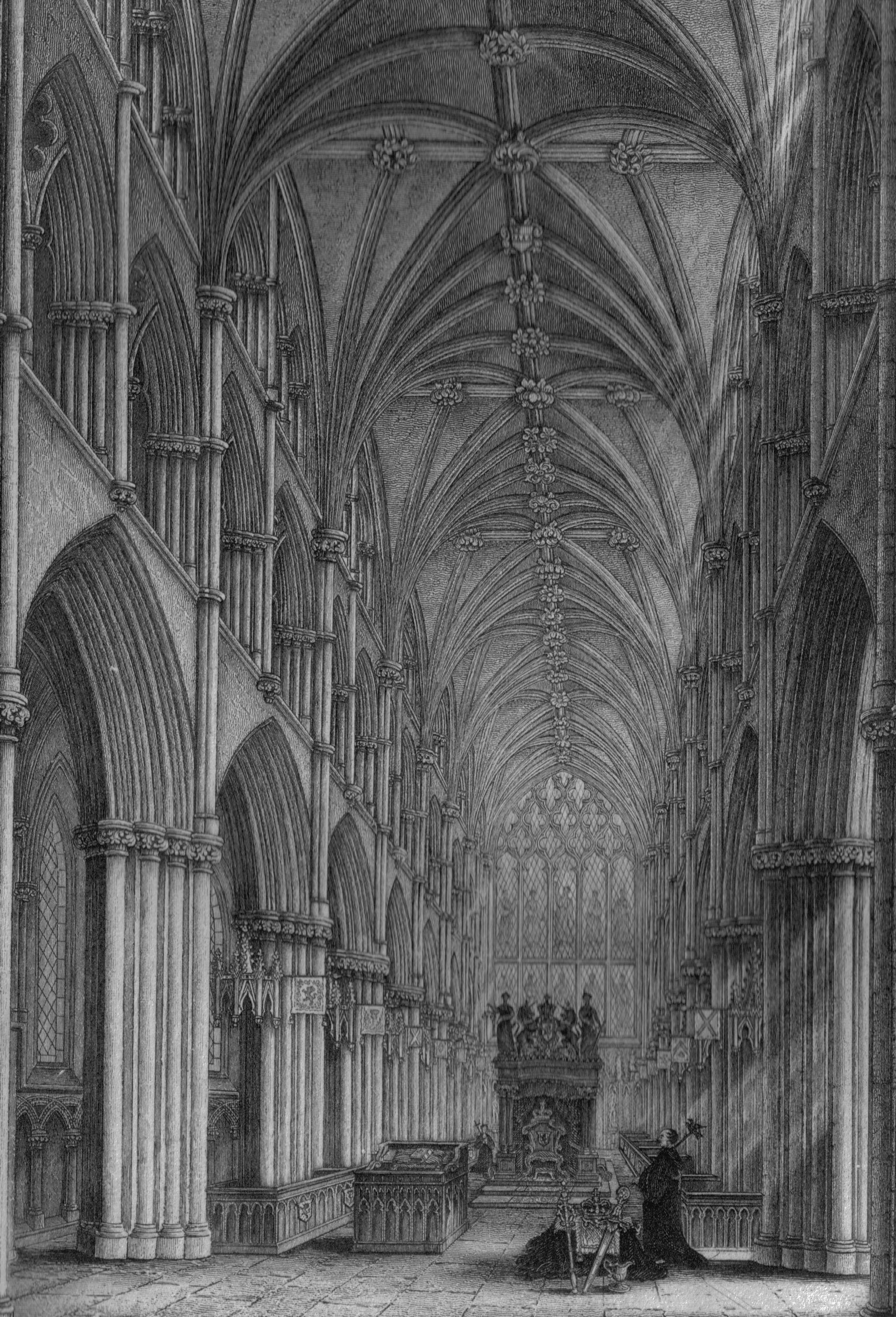
Abadia de Holyrood durante o reinado de Jaime II

O primeiro abade que liderou-a foi Alwyn, confessor do Rei, que renunciou em 1150. Um seu selo de 1141, que representa uma igreja cruciforme, é guardado nas Newbottle Charters. O 29º e último abade católico foi  Roberto, filho bastardo de Jaime V da Escócia, protestante em 1559, que casou e trocou o abaciato com Adão, bispo de  Orkney. Adão renunciou em 1581 e  John (depois feito Lord Holyroodhouse) foi o último a ter o título de abade.
Entre os benfeitores da abadia, em quatro séculos, se destacam: David I da Escócia e David II da Escócia; Roberto, Bispo de St. Andrews; Fergus, senhor de Galloway.

### Pilhagens
No século XIV, houve duas  invasões inglesas: a abadia foi pilhada pelo exército de Eduardo II de Inglaterra em 1322 e incendiada em 1305 por homens de Ricardo II de Inglaterra mas logo restaurada.
Em 1547 o convento, coro, capela e transeptos da abadia foram destruídos pelos comissários do Protetor Somerset, e 20 anos depois a "rascal multitude" de John Knox saqueou o interior da igreja.

### Atualmente
O teto da nave ganhou abóbada de pedra em 1758, mas caiu pouco depois e o que sobra hoje da famosa igreja da abadia são as ruínas da nave sem teto, da mais pura arquitetura intitulada Early English com restos de trabalho anterior normando.

## Reformas e benfeitores
A partir do século XV foi residência dos reis, e Jaime V da Escócia que nela gastaram muito em reparos e acréscimos.  
Em torno de 1670 o palácio vizinho foi praticamente reconstruído por Carlos II de Inglaterra. Jaime II de Inglaterra mandou restaurar a nave da Igreja ao culto católico e como capela dos Cavaleiros do Cardo, mas teve que abandonar o reino um ano depois.
Como outras igrejas, a abadia foi seriamente afetada durante a Reforma e apesar de restaurada e de ter recebido teto novo em 1758, este colapsou em 1768 e a igreja foi abandonada.

## Eventos marcantes
Nela nasceram em 1430 os filhos gêmeos de Jaime I da Escócia, dos quais o caçula o sucedeu como Jaime II da Escócia.  Maria de Gueldres, esposa de Jaime II, foi coroada na igreja abacial em 1449. Vinte anos depois, nela Jaime III da Escócia casou com Margarida da Dinamarca.
O segundo e o terceiro casamentos de Maria Stuart tiveram nela lugar, assim como fatos trágicos de seu reino.
Nela foram coroados e nascidos Jaime V da Escócia (1512 - 1542) e Carlos I de Inglaterra (1600 - 1649) e sepultados David II da Escócia (1324 - 1371), Jaime II da Escócia, Jaime V da Escócia, Henrique Stuart e Lord Darnley (1545 - 1567).

## Curiosidades
Preservava-se na igreja, num relicário de ouro, o fragmento da Verdadeira Cruz trazido da abadia de Waltham por sua mãe, Santa Margarida, conhecido como the Black Rood of Scotland. Na batalha de Neville's Cross, em 1346, o fragmento caiu nas mãos dos ingleses sendo guardado na catedral de Durham, mas desapareceu na Reforma.
Há numerosos monumentos no recinto, que incluem a sepultura de Sir John Sinclair de Ulster (1754 - 1835) e memoriais ao conde ou Earl de Strathmore, os Chefes do clã MacDonald de Clanranald, Earls de Caithness, Earls de Selkirk, a condessa de Cassillis e os Lordes Sempill.